# Bojownik jednoplamy
Bojownik jednoplamy, bojownik wielki (Betta unimaculata) – słodkowodna ryba z rodziny guramiowatych. Bywa hodowana w akwariach.

## Występowanie
Północne Borneo

## Opis
Stosunkowo spokojna ryba, która powinna być trzymana w akwarium jednogatunkowym lub w dużym akwarium wielogatunkowym. Dorasta do 10–12 cm długości.
Bojownik wielki jest gębaczem. Inkubacja ikry odbywa się w pysku samca.

## Warunki w akwarium
| Zalecane warunki w akwarium | Zalecane warunki w akwarium      |
| --------------------------- | -------------------------------- |
| Zbiornik                    | średni                           |
| Temperatura wody            | 24–27 °C                         |
| Twardość wody               | miękka do średnio twardej 6–15°n |
| Skala pH                    | 6,5–7,3                          |
| Pokarm                      | żywy, mrożony i w płatkach       |